# Geschiedenis van Jamaica
Jamaica is een van de grotere Caribische eilanden en werd oorspronkelijk bewoond door de Arowakken. In 1494 werd het eiland ontdekt door Christoffel Columbus op zijn tweede reis naar West-Indië. Onder het Spaanse gezag was het eiland van weinig betekenis. Andere Europese mogendheden, als Engeland, Frankrijk en Nederland, hebben diverse malen aanvallen op het eiland uitgevoerd. In 1655 is het eiland in Engelse handen gevallen. Onder Brits bestuur groeide het eiland uit tot een belangrijke kolonie met grote aantallen plantages, waar slaven uit West-Afrika werden tewerkgesteld. De slavernij is afgeschaft in 1838, waarna er diverse andere bevolkingsgroepen naar het eiland zijn gekomen om in de plantages te werken. In 1944 kreeg Jamaica volledig zelfbestuur en algemeen kiesrecht, en het land werd onafhankelijk in 1962.

## Prehistorie en de Europese ontdekking

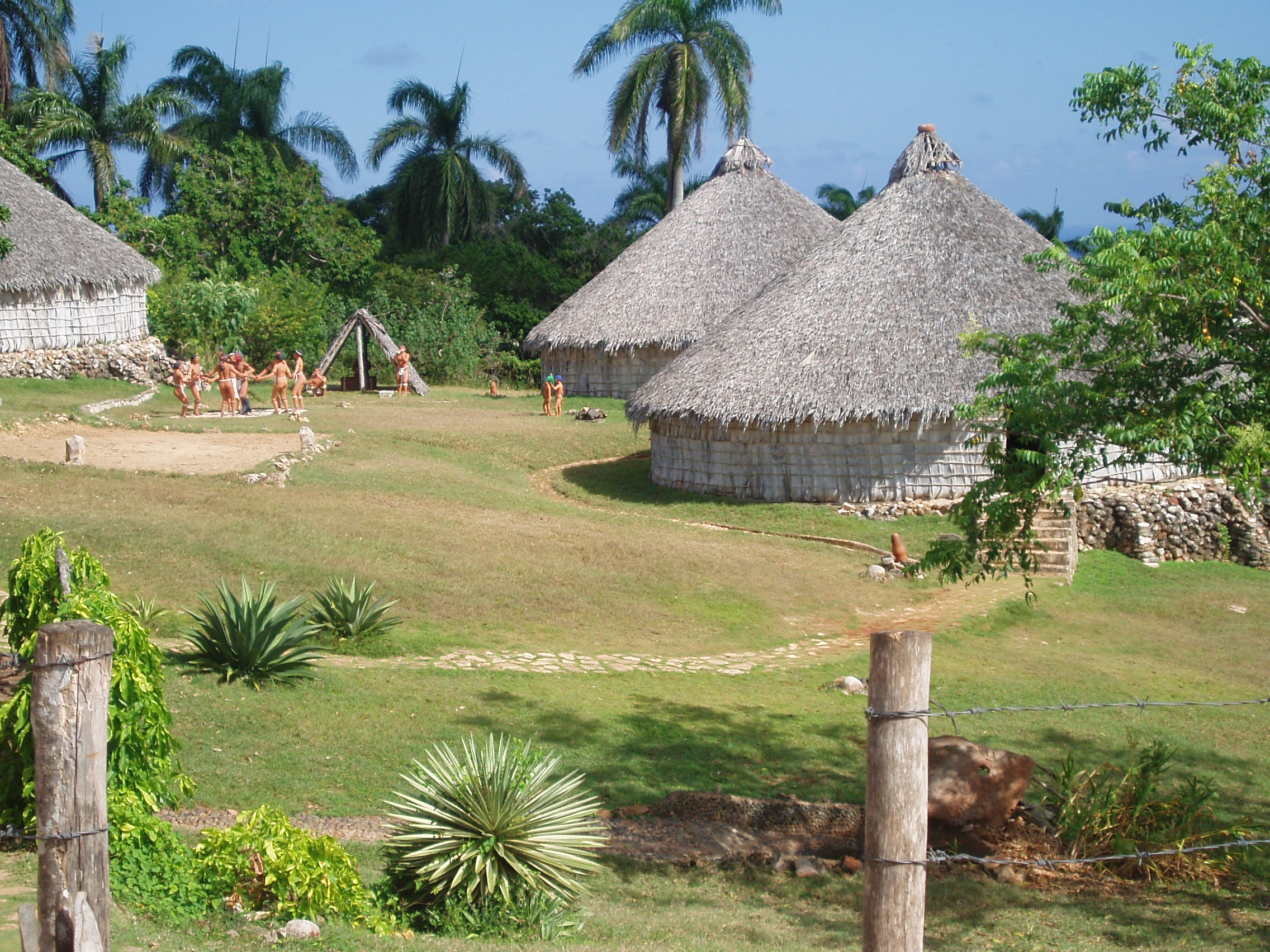
Reconstructie van een Taíno-nederzetting op Cuba

De oorspronkelijke bewoners van het eiland was het uit het huidige Venezuela en Guyana stammende Arawak of Taíno volk. Zij zijn in twee fasen op het eiland gekomen. Rond 650 n.Chr. kwam de eerste groep. De tweede groep kwam tussen 850 en 900 op het eiland. Mogelijkerwijs bevond zich op het eiland, evenals op Cuba en Hispaniola, reeds een primitieve stam, de Ciboney. De naam Ciboney komt van een Arawak-woord voor grotbewoners. Deze vissers kwamen vanuit Florida en zouden langs de kust geleefd kunnen hebben. Het voorkomen van deze bevolkingsgroep is echter nog niet aangetoond door archeologische vondsten. Wel wordt algemeen aangenomen dat de Arawaks voor de komst van Columbus in 1494 regelmatig werden geteisterd door aanvallen van een andere Indiaanse stam, de Cariben. De Arawakken gaven het eiland de naam Xamayca, land van watervallen.
Columbus landde op 3 mei 1494 bij zijn tweede reis op de noordkust van Jamaica nabij het huidige Saint Ann's Bay (Santa Gloria). Langs de kust bevonden zich hier toen verschillende Arawak nederzettingen. Na een weinig welkome ontvangst zeilde Columbus de volgende dag westwaarts en ging aan land bij het huidige Discovery Bay dat door hem Puerto Bueno werd gedoopt. Hij nam bezit van het eiland in naam van Ferdinand II van Aragon en Isabella I van Castilië. Tijdens zijn vierde reis raakte Columbus in mei 1503 in een storm ten westen van Cuba verzeild. Zijn eigenlijke doel was Hispaniola, maar hij leed schipbreuk en kwam op 23 juni 1503 opnieuw op Jamaica aan. Twee zeelieden zagen kans naar Hispaniola te varen om hulp te halen. Na een jaar wachten kon hij op 29 juni 1504 het eiland weer verlaten.

## De Spaanse overheersing
De Spanjaarden hadden aanvankelijk weinig belangstelling voor het eiland. Als kolonie was het vanaf het begin al een mislukking. De kolonie bleef arm en was meer tot last dan tot voordeel voor Spanje. Goud heeft men er niet kunnen vinden en rond 1512 werd overwogen om zich terug te trekken op Cuba.
De eerste Spaanse kolonisten kwamen in 1510. Men stichtte een nederzetting Sevilla la Nueva, nabij Saint Ann's Bay. Hier moest een stad verschijnen met belangrijke gebouwen, een fort, een kasteel en een kerk. De locatie, nabij moerassen, bleek erg ongezond en men verliet deze 14 jaar later om een stad te stichten aan de zuidkant van het eiland. Deze stad werd Villa de la Vega (ook wel St. Jago de la Vega), het huidige Spanish Town. Deze Spaanse stad heeft, volgens de beschrijving van een Engelse kapitein die haar in 1628 plunderde, bestaan uit 400 tot 500 huizen, 5 of 6 statige kerken en een franciscaner klooster. Van deze bouwwerken is in de huidige tijd vrijwel niets overgebleven.
Naast de hoofdstad Santiago de la Vega stichtte men in de kustgebieden enkele andere nederzettingen: Caguaya (het huidige Passage Fort), Esquivel (Old Harbour), Oristan (Bluefields), Las Chorreras (nabij Ocho Rios), Savanna-la-Mar en Puerto Anton (Port Antonio). In de kustvlaktes verschenen grote extensieve landbouwbedrijven (hatos). De Spanjaarden introduceerden er de citrusvruchten, bananen, runderen, paarden en varkens.
Jamaica was in de Spaanse tijd vooral van belang voor de bevoorrading van de Spaanse kolonisatoren van Cuba en Amerika. Het eiland leverde behalve wapens, manschappen en paarden zaken als vet, huiden en voedsel aan passerende schepen. Deze schepen voorzagen Jamaica van wijn, olie, meel en luxe goederen.
De inheemse bevolking werd door de Spaanse veroveraars weinig humaan behandeld. De Arawakken werden hierdoor geheel uitgeroeid. Om werklieden te krijgen haalde Spanje de eerste slaven naar Jamaica in 1517.
Het eiland regelde onder de Spanjaarden voor een deel zijn eigen zaken. De Spaanse gouverneur regeerde met hulp van de cabildo, een raad bestaande uit daarvoor aangewezen personen. Daarnaast speelde de kerk een belangrijke rol in het dagelijks leven. In de laatste twaalf jaar onder Spaans bewind was het eilandbestuur verzwakt door onderlinge strijd, twisten met de kerk en de geringe steun vanuit het moederland. Ook werd het Spaanse Jamaica veel getroffen door aanvallen en plunderingen van piraten. Voor een belangrijk deel waren deze het gevolg van de nationale rivaliteit in Europa tussen Spanje, Engeland, Frankrijk, Nederland en Portugal. Dit leidde er uiteindelijk toe dat het eiland op 10 mei 1655 in de handen van de Engelsen viel.

## De Britse overheersing

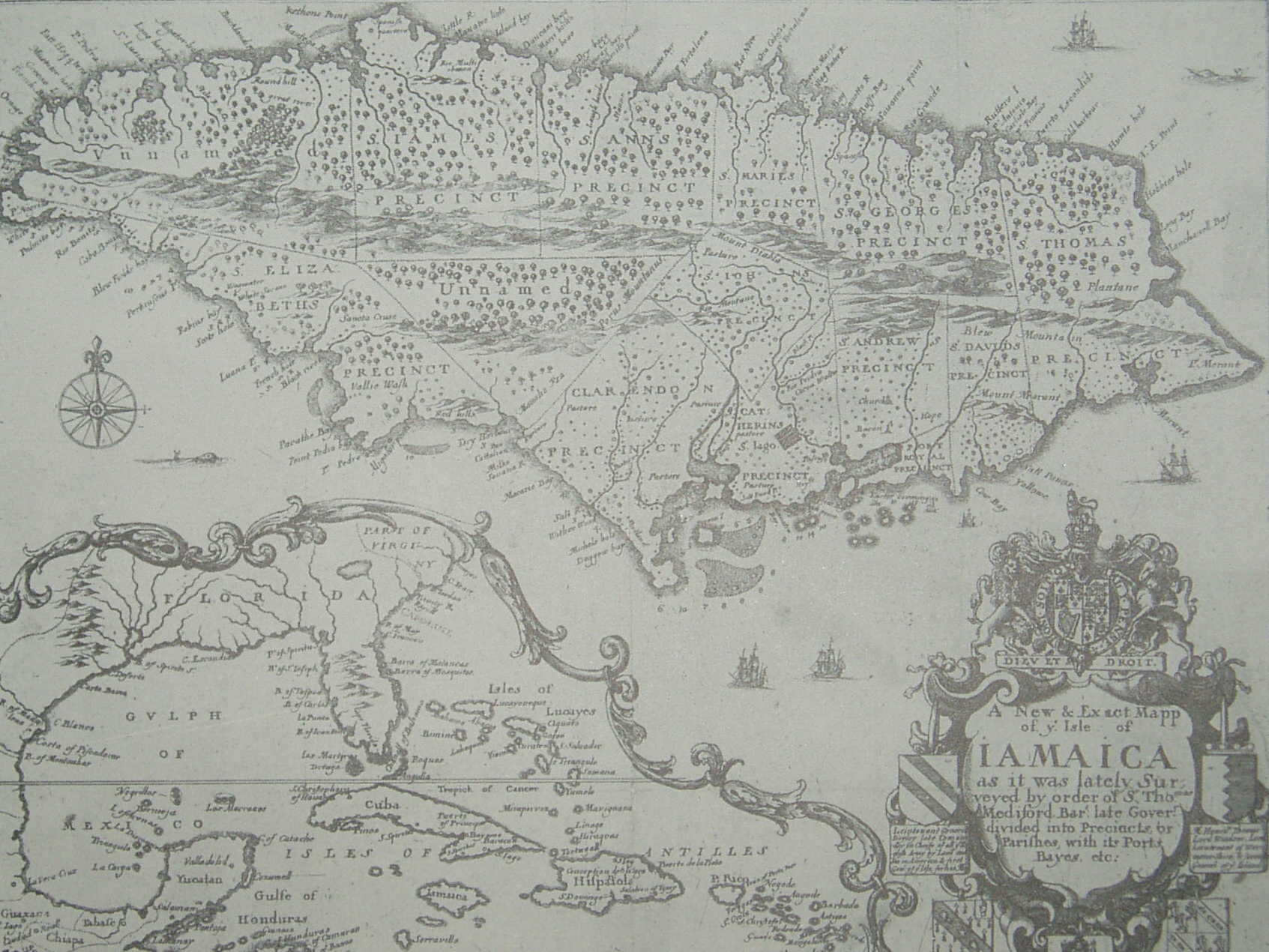
Jamaica in 1671. Plantages en nederzettingen bevinden zich voornamelijk op de kustvlaktes in het zuiden en oosten, bij St.Mary en bij Black River

Als onderdeel van een plan (The Western Design) om de Spaanse macht en handelsmonopolies in te perken, stuurde de toenmalige dictatoriale heerser van Engeland, Oliver Cromwell, een expeditiemacht op pad met de bedoeling de Spaanse kolonie Santo Domingo (Hispaniola) te veroveren. In de haven van de hoofdstad Santo Domingo leed men een pijnlijke nederlaag, die men moest bekopen met het verlies van een derde van de manschappen. Daarop werd koers gezet naar het zwakke en dunbevolkte Jamaica. Op 10 mei 1655 ging het restant van de Britse vloot, bestaande uit 38 schepen en 8000 manschappen, onder leiding van admiraal William Penn en generaal Robert Venables voor anker bij het kleine fort in Caguaya, het huidige Passage Fort. Men rees de Engelse vlag op het fort en hiermee was feitelijk een eind gekomen aan Cromwells ambitieuze plan om Spanje aan te pakken.
De Spanjaarden wisten de Engelsen tot enig uitstel te bewegen, een periode die door de bewoners van Villa de la Vega (Spanish Town) werd gebruikt om met al hun bezittingen naar het noorden van Jamaica, en vervolgens naar Cuba, te vluchten. Toen de Engelsen de geheel lege stad binnentrokken was men daar zo furieus over dat men de stad grotendeels heeft verwoest. De Spanjaarden hoopten ooit terug te komen en lieten daarom hun slaven, voorzien van wapens, achter in het binnenland. De afstammelingen van deze slaven, de Maroons, hebben het Britse kolonisten nog lastig gemaakt tot een wapenstilstandsverdrag op 1 maart 1739.
De gevluchte Spanjaarden hebben geprobeerd het eiland te heroveren, maar zijn op 27 juni 1658 definitief verslagen aan de noordkust bij de Rio Nuevo. Op deze plaats ten oosten van Ocho Rios bevindt zich thans een monument. In 1670 werd het gezag van de Britten over Jamaica formeel erkend in het Verdrag van Madrid.

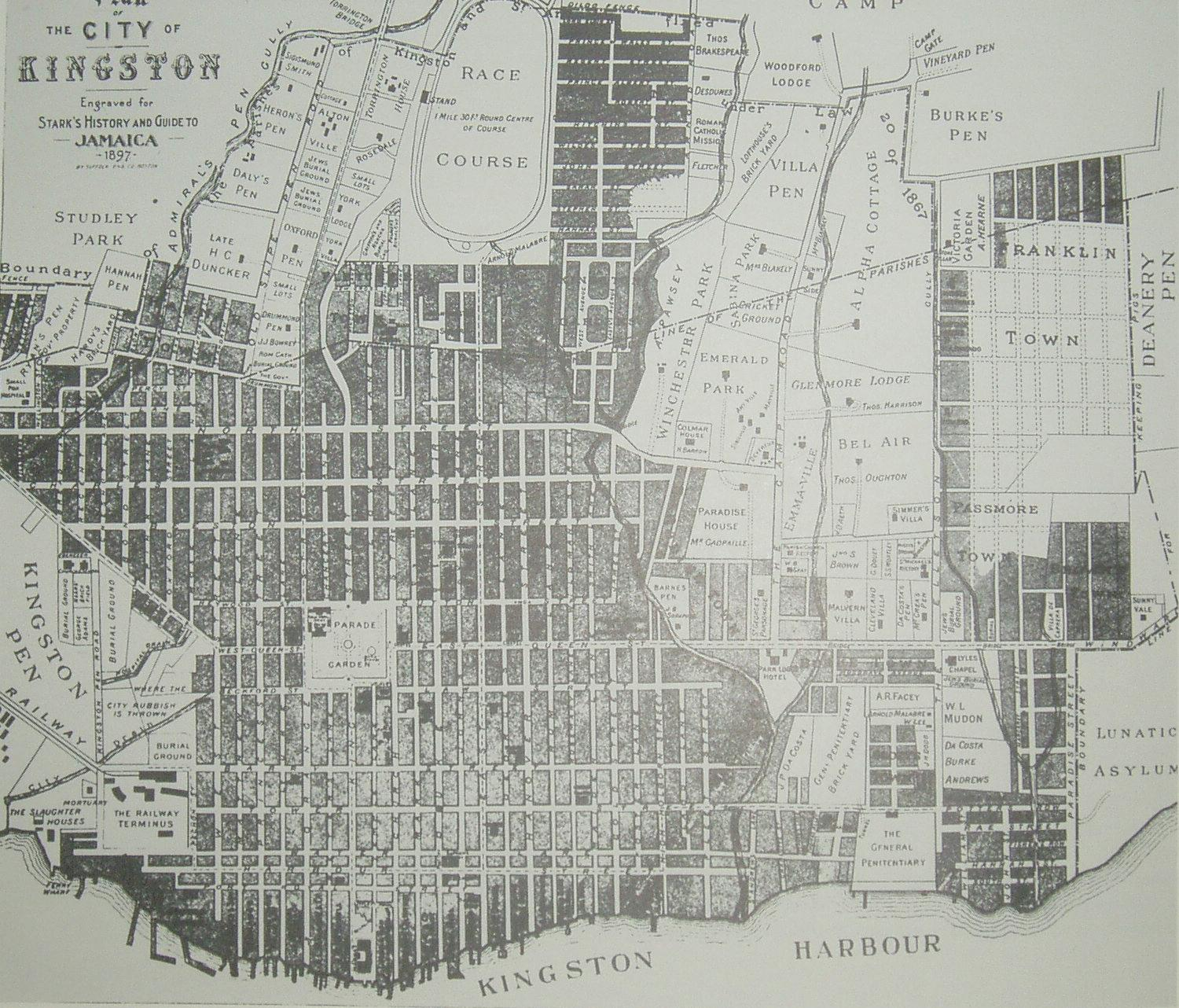
Kingston ca. 1890

In 1661, een jaar na het herstel van de Britse monarchie, arriveerde de eerste gouverneur op het eiland. Onder het Britse gezag werden planters, kooplieden en handelaren aangemoedigd zich op Jamaica te vestigen. Er werden een overheidsbestuur en rechtbanken ingesteld. Jamaica groeide hierdoor in het begin van de 18e eeuw uit tot een relatief welvarende kolonie. De economie van het eiland was gebaseerd op de sterk groeiende suikerindustrie. Ook veeteelt, houtkap en koffieculturen werden belangrijke inkomstenbronnen.

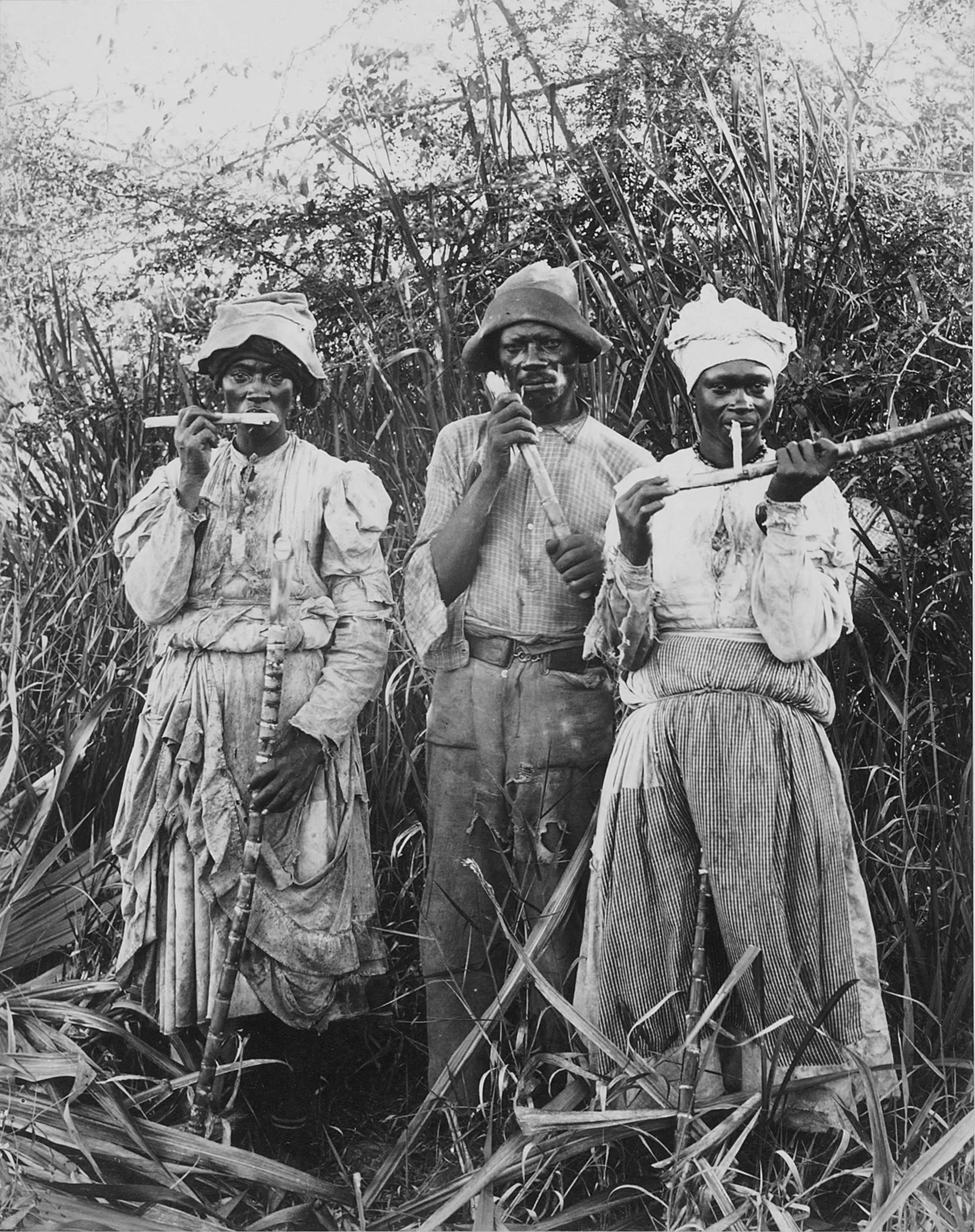
Suikerrietsnijders in Jamaica in de jaren 80 van de 19e eeuw

De koloniale overheid verliet geleidelijk aan Spanish Town en verhuisde naar Kingston, een Britse stad met een van de grootste natuurlijke havens in de wereld. Al snel werd Kingston het grootste commerciële centrum van het eiland. Het was ook de plaats waar de tweede Engelstalige krant van Amerika werd gepubliceerd, the Weekly Jamaica Courant. In 1872 werd Kingston de nieuwe hoofdstad van Jamaica.

### De boekaniers

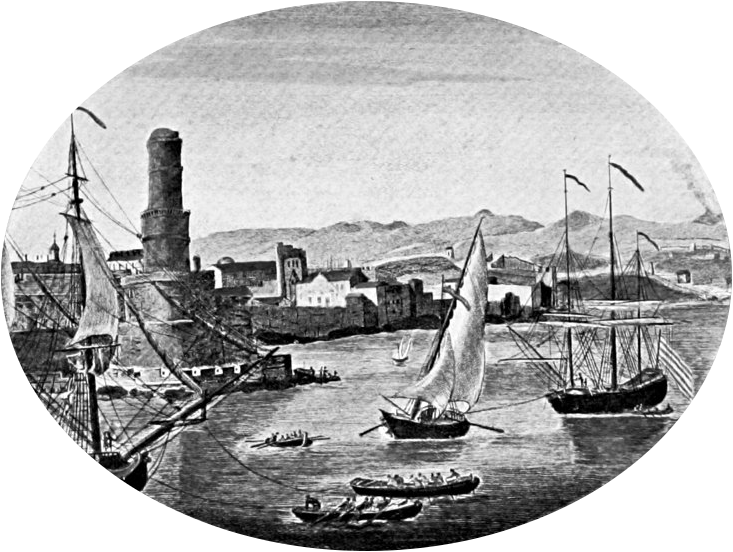
Port Royal voor de aardbeving van 1692

Een opmerkelijk gegeven in de geschiedenis van Jamaica vormen de boekaniers. Deze piraten opereerden vooral in de tweede helft van de 17e eeuw vanuit hun basis in Port Royal. De oorspronkelijke boekaniers bestonden uit vele nationaliteiten, maar vooral Engelsen, Fransen en Nederlanders. Zij struinden de onherbergzame noordelijke en westelijke delen van Hispaniola af voor wild en verwilderde, ontsnapte runderen en varkens. Later ging men zich ook toeleggen op piraterij. De Spanjaarden hebben ze rond 1630 van Hispaniola verjaagd en in 1657 streken ze neer in Port Royal. Hier vonden ze een markt voor hun van de Spanjaarden geroofde buit, faciliteiten voor hun schepen en amusement. De Fransen en de Engelsen voorzagen de boekaniers van documenten die hun activiteiten min of meer legaal maakten. Tegen de Nederlanders waren de onberekenbare boekaniers weinig succesvol, maar tegen de Spanjaarden bewezen ze hun nut. Deze waren daardoor druk met het verdedigen van hun bezittingen. Vanaf 1667 werd Henry Morgan hun leider. Deze hield de piraten als groep tezamen en streed met toestemming van de gouverneur tegen de Spanjaarden. In 1671 plunderden ze het toen belangrijke en rijke Panama-Stad en kwamen ze met een enorme buit, inclusief 600 gevangenen, terug in een uitgelaten Port Royal. Maar dit keer was Morgan te ver gegaan. Een jaar eerder was het Verdrag van Madrid getekend en om Spanje ter wille te zijn werd Morgan als gevangene naar Londen gestuurd. Spoedig werd Morgan echter geridderd en hij keerde terug als Luitenant-Gouverneur van Jamaica.
Het hoogtepunt van de boekaniers was toen voorbij. Het einde kwam met de aardbeving van 7 juni 1692. Hun thuisbasis Port Royal, een rijke en levendige stad met 8000 inwoners, werd daarbij zwaar getroffen en verdween grotendeels in zee. De regering besloot toen aan de overzijde van de baai een nieuwe stad te stichten, Kingston.

### Plantages en slavernij
In de koloniale geschiedenis van Jamaica en de andere eilanden in het Caraïbisch gebied hebben de (suikerriet)plantages en de slavernij een grote rol gespeeld.  De eerste Europese kolonisten hebben zich gericht op gewassen die gemakkelijk in Europa en Noord-Amerika verkocht konden worden zoals tabak, indigo en cacao. Vanaf de 17e eeuw hebben ze zich vooral gericht op het meest winstgevende gewas, suikerriet. Voor de productie hiervan had men behoefte aan veel arbeidskrachten, waarvoor al snel slaven uit West-Afrika werden ingezet.
Toen de Engelsen Jamaica op de Spanjaarden veroverden waren er slechts enkele suikerrietplantages. De Engelsen waren in 1640 in Barbados begonnen met de teelt van suikerriet en dat was in korte tijd een groot succes geworden. Door de verovering van Jamaica kwam er een gebied 26 keer zo groot als Barbados voor de Engelse kolonisten ter beschikking. Ook in Jamaica werden veel plantages opgezet en dat leidde ertoe dat Jamaica in de 18e eeuw de grootste producent van suiker in de wereld was.
Het grote economische belang van Jamaica en de andere Engelse bezittingen in het Caraïbisch gebied (de West-Indies) vertaalde zich in de politieke invloed van deze regio op de Engelse regering. Die was in die tijd groter dan die van de 13 Noord-Amerikaanse kolonies. De onafhankelijkheid van deze 13 kolonies wordt mede toegeschreven aan het feit dat ze minder belangrijk werden gevonden dan de Britse bezittingen in West-Indië. De plantage-economie kwam in een crisis gedurende de onafhankelijkheidsoorlog in de Verenigde Staten. Men vreesde voor onrust onder de grote meerderheid van slaven. Bovendien was de plantage-economie nauw verbonden met de kolonies in Noord-Amerika: het was een afzetmarkt voor producten uit Jamaica en men importeerde zaken als graan, mais en gezouten en gedroogde vis voor de slaven. Deze saltfish is nog steeds een bekend voedingsmiddel op het eiland.
De planters, de eigenaren van de plantages, werden zeer welvarend. Men bouwde grote huizen, de 'Great Houses, op fraaie locaties op het eiland, waar men zijn rijkdom etaleerde. De ambitie van de meeste eigenaren was echter niet om in Jamaica te blijven, maar om met het vergaarde fortuin in Engeland een riant leven te leiden. Men werd dan een zogeheten afwezige eigenaar (absentee owner). De dagelijkse gang van zaken werd overgelaten aan een opzichter, meestal een jong familielid. Hierin verschilt de Britse kolonisatie wezenlijk van die van de Spaanse of Portugese kolonisatie in de regio. Spanjaarden en Portugezen bleven in de kolonies en  bouwden daar een land op dat in veel opzichten (o.a. instituties, religie, stedenbouw) leek op het moederland in Europa.
De keerzijde van dit riante leven van de planters, was natuurlijk het leven van de op de plantages werkzame slaven. De werkzaamheden op de plantages werden grotendeels met de hand uitgevoerd en daarvoor waren veel arbeidskrachten nodig. De Spanjaarden gebruikten reeds slaven uit West-Afrika, toen men de inheemse Arawakken grotendeels door slavenarbeid had uitgeroeid. Vanwege de sterke groei van het aantal plantages in de Britse tijd zijn er grote aantallen West-Afrikaanse slaven naar Jamaica vervoerd. Dit transport stond bekend als de Middle Passage, het middendeel van een tocht in drie delen die een slavenhandelaar maakte. Het eerste deel voerde hem van Europa naar Afrika, het laatste deel bracht hem, beladen met suiker en rum terug naar Engeland.
In de beginjaren van de slavernij op de plantages waren de condities zeer hard. Onder de toen geldende wetten, de Slave Code kon een eigenaar  vrijwel alles doen wat hij wilde met zijn slaven. Geleidelijk aan werden wetten iets humaner. Maar het vluchten van slaven en opstanden kwamen veelvuldig voor. De maatregelen die hier tegen getroffen werden waren zwaar. De koloniale overheid geloofde dat men alleen met terreur, zware straffen en strikte discipline de slaven kon weerhouden van opstanden en aanslagen op de kleine minderheid van planters.
Door de aanwezigheid van veel grond die niet geschikt was voor de plantages hadden de slaven in Jamaica vaak de beschikking over percelen waar men in zijn eigen tijd voedsel kon verbouwen. De overschotten werden op zondagmorgen verkocht op plaatselijke markten. Dit waren tevens ontmoetingspunten, net zoals de nachtelijke bijeenkomsten na het werk, wanneer men buiten de slavenverblijven zong, danste en elkaar Anansiverhalen vertelde.

### Het einde van de slavernij
Vanaf de tweede helft van de 18e eeuw kwamen slavenopstanden steeds vaker voor. In de Franse kolonie Saint-Domingue op het naburige eiland Hispaniola eisten de mulatten, geïnspireerd door de Franse Revolutie, volledige burgerrechten, welke ze in 1790 ook verkregen. Dit leidde tot opstand onder de zwarte bevolking, die deze rechten niet had verkregen. Plantages werden vernield en in brand gestoken, en ongeveer 12000 mensen kwamen om. In 1804 werd de onafhankelijke staat Haïti een feit.
De opstand in Saint-Domingue had een groot effect op het naburige Jamaica. Er arriveerden diverse vluchtelingen, plantage-eigenaren met de hun trouw gebleven slaven en Franse krijgsgevangenen op Jamaica. Het nieuws over wat er zich daar had afgespeeld werd hierdoor verspreid over het eiland. De eerste grote opstand brak uit in 1795 onder de Maroons in Trelawny Town, waarschijnlijk opgezet door personen, afkomstig van Saint-Domingue. Deze opstand en de hierop volgende tumultueuze periode staat bekend als de Tweede Maroonoorlog (1795-1796). Er ontstond veel onrust op het eiland: een poging om Kingston in brand te steken werd voorkomen, maar kort daarna is bij een slavenopstand een groot deel van de stad Montego Bay afgebrand. Na aanvankelijke successen van de maroons, werden ze een jaar later gedwongen tot overgave. De Maroons uit Trelawny Town werden gedeporteerd naar Nova Scotia (Canada). In de koude daar konden ze niet aarden en in 1800 werden ze overgebracht naar Freetown in het huidige Sierra Leone. Daar zijn zij opgegaan in de Creoolse bevolkingsgroep die tegenwoordig bekendstaat als de Krio gemeenschap.
Onder invloed van de Verlichting en de Franse Revolutie ontstond in Engeland een steeds heviger discussie over de slavernij. Op 1 januari 1808 werd een wet aangenomen die de handel in Afrikaanse slaven verbood. De slavenhandel bleef echter doorgaan, omdat in andere landen de slavenhandel nog niet was verboden. Dit leidde dan ook tot smokkel van slaven naar het eiland. De discussies in het moederland over het afschaffen van de slavernij bereikten ook Jamaica. Dit leidde tot diverse slavenopstanden. Een van de grootste opstanden in de geschiedenis van Jamaica, de Christmas Rebellion, brak uit in Saint James met kerst in 1831 en werd geleid door Sam Sharpe, een slaaf en Baptistisch prediker. Deze verspreidde zich over een groot deel van het eiland. Deze opstand is neergeslagen en Sharpe werd opgehangen op het centrale plein in Montego Bay, dat later naar hem is vernoemd. Sam Sharpe is nu een van Jamaica's Nationale Helden.
De planters gebruikten de opstand om in het moederland te pleiten tegen afschaffing van de slavernij. Het Britse parlement begon echter zijn geduld te verliezen met de Jamaicaanse planters. Bovendien was hun suiker duurder dan rietsuiker uit b.v. Cuba of Brazilië en bietsuiker uit Europa. De hoge suikerprijzen in Groot-Brittannië en de pleidooien in kranten tegen slavernij leidden tot petities aan het parlement die door bijna anderhalf miljoen handtekeningen zijn ondersteund. Als gevolg van dit alles kwam er in juli 1833 een wet, de Emancipation Act, die de slaven per 1 januari 1834 hun vrijheid schonk.
Er was echter wel een overgangstermijn in deze wet. Kinderen tot 6 jaar waren volledig vrij, andere slaven moesten nog 4 tot 6 jaar in dienst van hun baas blijven. Uiteindelijk werden ongeveer 311.000 voormalige slaven op 1 augustus 1838 vrije burgers.

### Ontstaan van een nieuw Jamaica
Na het afschaffen van de slavernij ontstond er behoefte aan nieuwe arbeiders voor het werk op de plantages. Hierdoor ontstond er een migratiegolf van mensen uit verschillende delen van de wereld. Eerst werden er arbeidskrachten uit Duitsland, Ierland en Schotland gehaald. Een groot deel van deze mensen was niet bestand tegen het werk op de plantages en stierf. Velen zochten ander werk op het eiland of verlieten Jamaica weer. Succesvoller waren de grotere groepen arbeiders die uit China en India kwamen. Ook zijn er zo'n 7500 mensen als contractarbeider vanuit Afrika naar Jamaica gemigreerd. Al deze groepen werden in principe gecontracteerd voor een beperkte periode, waarna er een vrije reis terug zou zijn. In werkelijkheid zijn slechts weinigen teruggekeerd, en bleef vrijwel iedereen op het eiland achter. In 1917 kwam er eind aan deze immigratie.
De sterke daling van de suikerprijzen en het feit dat de plantages nu salaris moesten betalen aan de plantagearbeiders leidden ertoe dat de plantage-economie afbrokkelde. Men probeerde nieuwe gewassen als katoen, tabak, thee, cacao en rijst. Dit was uiteindelijk weinig succesvol. Door dit alles werd de economische situatie van het gehele eiland steeds slechter. De ontevredenheid onder de arme zwarte bevolking, die weinig grond bezat, groeide terwijl er op de plantages veel goede grond braak lag. Verzoeken om verbetering in hun situatie werden niet gehonoreerd. In oktober 1865 kwam deze onvrede tot uitbarsting met de opstand in Morant Bay, bekend als de Morant Bay Rebellion, onder aanvoering van de baptistische prediker Paul Bogle. Deze aanvankelijk lokale opstand groeide uit tot een grootschalig verzet tegen de Britse overheersing van het eiland. De Britse gouverneur John Eyre liet 400 Jamaicanen ophangen of doodschieten, terwijl 600 mannen en (zelfs zwangere) vrouwen werden gegeseld en 1000 arbeiderswoningen werden afgebrand. In Londen kwamen prominenten als john bright, john stuart mill, Charles Darwin, Herbert Spencer, Thomas Henry Huxley en Thomas Hughes daartegen in protest.
Na het neerslaan van de opstand in Morant Bay gaf het autonome parlement van Jamaica, het House of Assemblee, zijn mandaat terug aan londen, en werd het eiland een Britse kroonkolonie. Het eilandbestuur en het rechtssysteem werden vanuit Londen hervormd, de politie werd gemoderniseerd, de Anglicaanse kerk werd niet meer door de overheid gefinancierd, er werden spaarbanken geopend en gezondheidszorg en onderwijs werden op het gehele eiland aangeboden. Wegen en spoorwegen werden aangelegd en in Kingston verschenen trams in de straten.
Vanaf 1870 kwam de export van bananen sterk op. Deze plant kon zowel door kleine boeren als op plantages geteeld worden. Vooral de gebieden langs de noordkust bij Port Antonio bleek uitermate geschikt voor de teelt van bananen. De bananenteelt verspreidde zich snel naar andere delen van het eiland. Port Antonio werd hierdoor een belangrijke haven voor de bananenboten die naar de Verenigde Staten en Europa voeren. De Banana boat song van Harry Belafonte is hierop geïnspireerd. De producenten van bananen waren in 1929 de eersten die zich in een gezamenlijk verband verenigden: de Jamaica Banana Producers Association. De bananenindustrie is een aantal malen vrijwel ingestort, maar kwam steeds terug. Oorzaken waren onder meer plagen en ziektes, en het feit dat orkanen en tropische stormen zeer grote schade aanrichtten. De teelt van suikerriet herstelde zich echter ook. Plantages werden groter en moderner. Ook bleven er slechts enkele grote suikerfabrieken en rumdestilleerderijen over. In de laatste eeuw kwamen de pieken in de bananenindustrie vaak overeen met een dal in de suiker en omgekeerd.
Vanaf het einde van de negentiende eeuw begon ook de migratie van Jamaicanen naar het buitenland. De eerste groepen gingen naar Panama om te helpen bij het bouwen van het Panamakanaal. Ook togen Jamaicanen naar de Caraïbische kustgebieden van Honduras en Costa Rica om te werken in de daar opkomende bananenindustrie. Een bestemming voor meer geschoolde migranten waren plaatsen in het noordoosten van de Verenigde Staten zoals Boston, de bestemming van de bananenboten, New York, New Jersey, Baltimore en Philadelphia. In de jaren 50 van de twintigste eeuw zijn ongeveer 200.000 mensen gemigreerd naar Groot-Brittannië.
Door een groeiend zelfbewustzijn onder de (zwarte) bevolking, en later ook door de effecten van de wereldwijde economische crisis, ontstond  er in de jaren voor de Tweede Wereldoorlog een groeiende onvrede onder de arbeidersklasse. De eerste belangrijke vakbonden en politieke partijen ontstonden: de Industrial Trade Union van Sir Alexander Bustamante, gekoppeld aan de Jamaica Labour Party (JLP) en de National Workers' Union onder leiding van zijn neef Norman Manley, verbonden met de People's National Party (PNP).

## Onafhankelijk Jamaica
De Britse overheid heeft geprobeerd de Britse eilanden in het Caraïbisch gebied te verenigen. Op 3 januari 1958 zag de Federatie van West-Indië het licht, met Port of Spain op Trinidad als federale hoofdstad. Door onderlinge strijd en tegengestelde belangen was deze federatie geen lang leven beschoren. Op 19 september 1961 hebben de Jamaicanen zich in een referendum uitgesproken voor het verlaten van de federatie. Hierna is de Jamaicaanse regering onderhandelingen gestart met als doel volledige onafhankelijkheid met de status van dominion.
Op 6 augustus 1962 verkreeg Jamaica de onafhankelijkheid. Sir Alexander Bustamante werd Minister-President. De eerste Jamaicaanse Gouverneur-Generaal, de vertegenwoordiger van de Britse kroon, werd op 1 december van dat jaar benoemd.
Men besloot om het wapen van Jamaica niet te veranderen, maar alleen de oorspronkelijke Latijnse tekst te wijzigen in het nieuwe Out of Many, One People.